# Paraliomera
Paraliomera är ett släkte av kräftdjur. Paraliomera ingår i familjen Xanthidae.
Kladogram enligt Catalogue of Life:
| Paraliomera | \| \| Paraliomera dispar \| \| \| \| \| \| Paraliomera longimana \| \| \| \| |
|             | \| \| Paraliomera dispar \| \| \| \| \| \| Paraliomera longimana \| \| \| \| |
|             | Paraliomera dispar                                                           |
|             |                                                                              |
|             | Paraliomera longimana                                                        |
|             |                                                                              |